# Segura de la Sierra
Pour les articles homonymes, voir Segura (homonymie).
Segura de la Sierra est une commune située dans la province de Jaén de la communauté autonome d'Andalousie en Espagne.

## Géographie
La commune est située en plein cœur de la Sierra de Segura dans les cordillères bétiques. Elle occupe un site escarpé particulièrement saisissant à plus de 1000 mètres d'altitude, dans un paysage de roches accidentées.

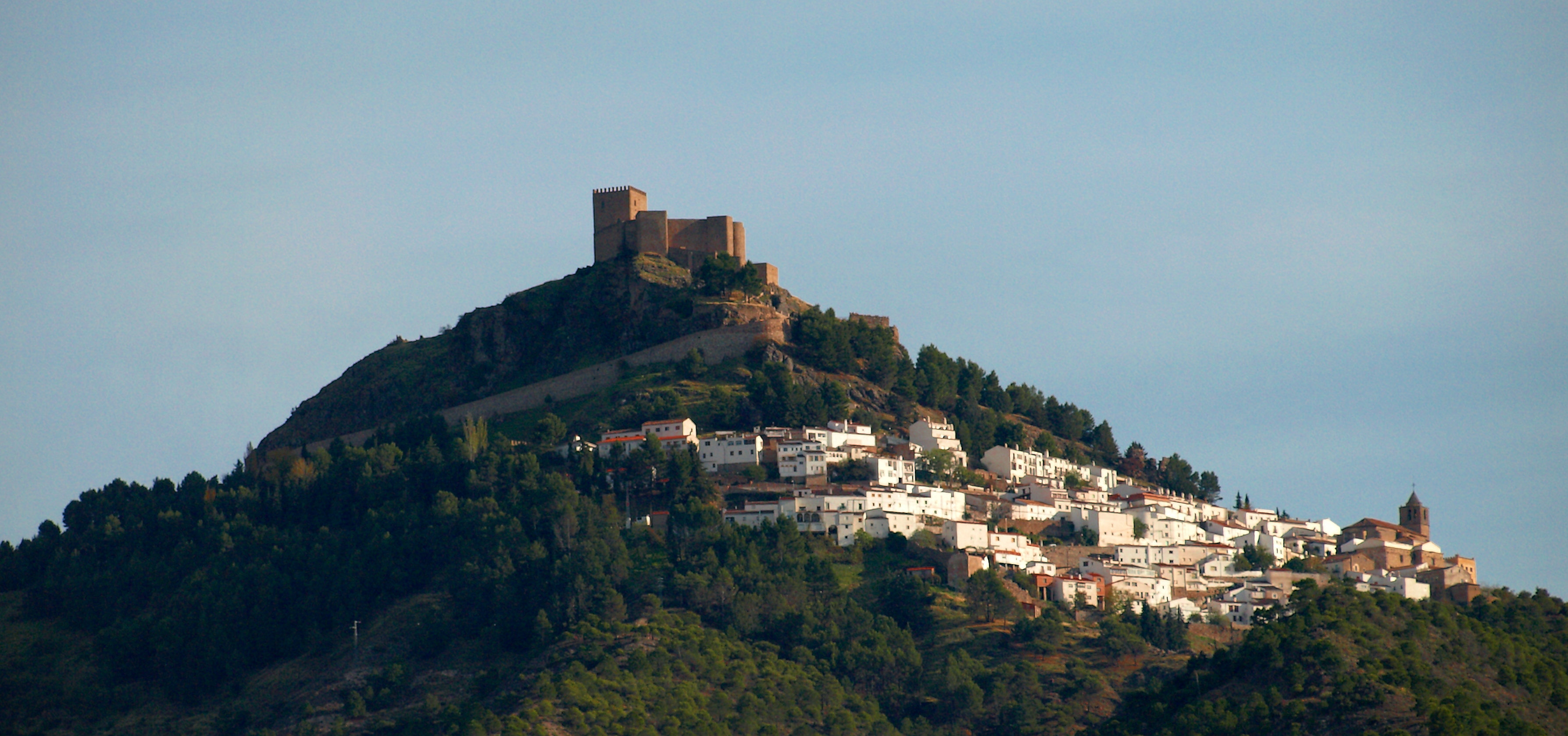
La Ville et son château

## Administration
| Période                                  | Période | Identité | Étiquette | Qualité |
| ---------------------------------------- | ------- | -------- | --------- | ------- |
| N/A                                      | N/A     | N/A      | N/A       | Maire   |
| Les données manquantes sont à compléter. |         |          |           |         |

## Culture et patrimoine
- château de Segura de la Sierra